# Timorgräsfågel
Timorgräsfågel (Cincloramphus bivittatus) är en fågel i familjen gräsfåglar inom ordningen tättingar.

## Utseende och läte
Timorgräsfågeln är en liten rostfärgad sångfågel med rätt lång stjärt och kraftig näbb. Fjäderdräkten är enhetligt rostbrun ovan med ett tjockt beigefärgat ögonbrynsstreck. Undersidan är ljus med varmbeige anstrykning på strupe och bröst. Ungfågeln är mattare i färgerna med mindre tydligt avgränsat ögonbrynsstreck. Sången består av en serie med tydligt markerade två eller tre toner, "zwi-chit" eller "zi-chiwit”. Även drillar och raspiga skallrande ljud kan höras.

## Utbredning och systematik
Fågeln förekommer i låglandsbuskmark på Timor i östra Små Sundaöarna. Den behandlas som monotypisk, det vill säga att den inte delas in i några underarter.

### Släktestillhörighet
Arten placeras traditionellt som enda art i släktet Buettikoferella. DNA-studier från 2018 visar dock att den bildar en klad tillsammans med arterna i Megalurulus, de tidigare lärksångarna i Cincloramphus, fijigräsfågeln, samt rostgräsfågeln och papuagräsfågeln från Megalurus. Författarna till studien rekommenderar att alla dessa placeras i Cincloramphus som har prioritet, och denna hållning följs här.

### Familjetillhörighet
Gräsfåglarna behandlades tidigare som en del av den stora familjen sångare (Sylviidae). Genetiska studier har dock visat att sångarna inte är varandras närmaste släktingar. Istället är de en del av en klad som även omfattar timalior, lärkor, bulbyler, stjärtmesar och svalor. Idag delas därför Sylviidae upp i ett flertal familjer, däribland Locustellidae.

## Levnadssätt
Timorgräsfågeln är som andra gräsfåglar en skygg och tillbakadragen fågel. Den förekommer enstaka eller i par i buskage i skogsområden, både i lågland och i lägre bergstrakter.

## Status
Arten har ett begränsat utbredningsområde, men tros öka i antal. Internationella naturvårdsunionen IUCN kategoriserar arten som livskraftig.